# Cioburile
Cioburile (în engleză The Shards) este un roman de autoficțiune⁠(d)/groază scris de autorul american Bret Easton Ellis și publicat la 17 ianuarie 2023 de editura Alfred A. Knopf. Primul roman al lui Ellis după o perioadă de 13 ani, Cioburile este un memoriu fictiv al ultimului an de liceu al autorului, în Los Angeles, în anul 1981. Romanul a fost prima dată serializat de Ellis prin podcastul său de pe Patreon⁠(d).